# Dasyscyphus resiniferus
Dasyscyphus resiniferus är en svampart som beskrevs av Höhn. 1903. Dasyscyphus resiniferus ingår i släktet Dasyscyphus och familjen Hyaloscyphaceae.   Inga underarter finns listade i Catalogue of Life.